# Киш, Йоав
Йоав Киш (ивр. יואב קיש‎; род. 6 декабря 1968) — израильский политический и государственный деятель, депутат Кнессета от партии Ликуд. В прошлом он также был председателем Комитета Кнессета и заместителем министра здравоохранения.
Cлужил в Армии обороны Израиля летчиком-истребителем в звании подполковника, а затем работал пилотом в гражданской авиакомпании «Эль Аль».

## Биография
Киш родился, вырос и получил образование в Тель-Авиве. Киш является внуком известного бригадного генерала Фредерика Киша, сионистского лидера и командующего британскими инженерными войсками в Северной Африке во время Второй мировой войны. Отец Киша, подполковник запаса Майкл (Майк) Киш, служивший в Войне Судного дня инженером Южного военного округа и инициировавший создание диверсионной роты десантников бригады Цанханим. Со стороны матери, Ариэллы, он потомок раввина Шмуэля Саланта.
Учился в Инженерной школе в Рамат-Авиве, был в составе скаутского движения. После учёбы поступил на службу в Армию обороны Израиля, в 1988 году закончил курс боевого лётчика в ВВС Израиля. Отслужил срочную службу, а затем в действительном резерве, летчиком-истребителем (самолеты F-16) до 2016 года. Службу в запасе закончил в звании подполковника .
Киш получил степень магистра делового администрирования Университета INSEAD в Фонтенбло, Франция, несколько лет служил в качестве пилота парка самолетов Boeing 777 в Эль-Аль, пока не был избран в Кнессет.
Киш присоединился к движению «Ликуд» в молодости. До избрания в Кнессет он был одним из лидеров протеста резервистов за равенство в бремени военной и гражданской службы и был общественным представителем в комитете по содействию равенству в бремени (Комитете Плеснера) по разработке закона, альтернативного Закону Таля. Перед выборами в Кнессет 19-го созыва он конкурировал за место в списке " Ликуда " на место от округа «Дан», но, поскольку он был выбран только на второе место в округе, его поставили на нереальное место для выхода в Кнессет. Перед выборами в Кнессет 20-го созыва он снова боролся за место в округе Дан и был наконец избран на реальное 19-е место в списке «Ликуд» в Кнессет.

## Политическая деятельность

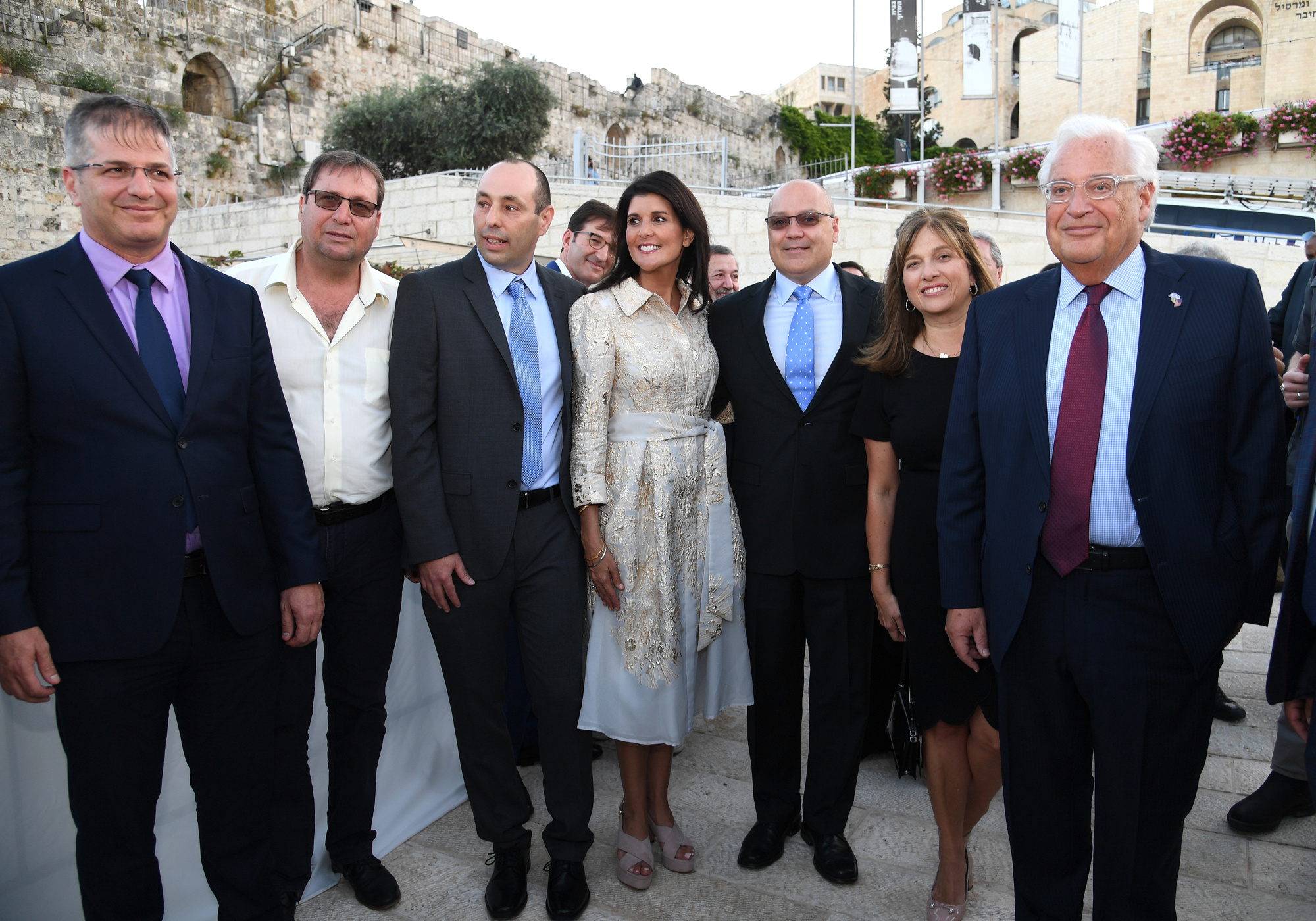
Йоав Киш в гостях у посла США в Израиле Дэвида Фридмана и бывшего посла США в ООН Никки Хейли.

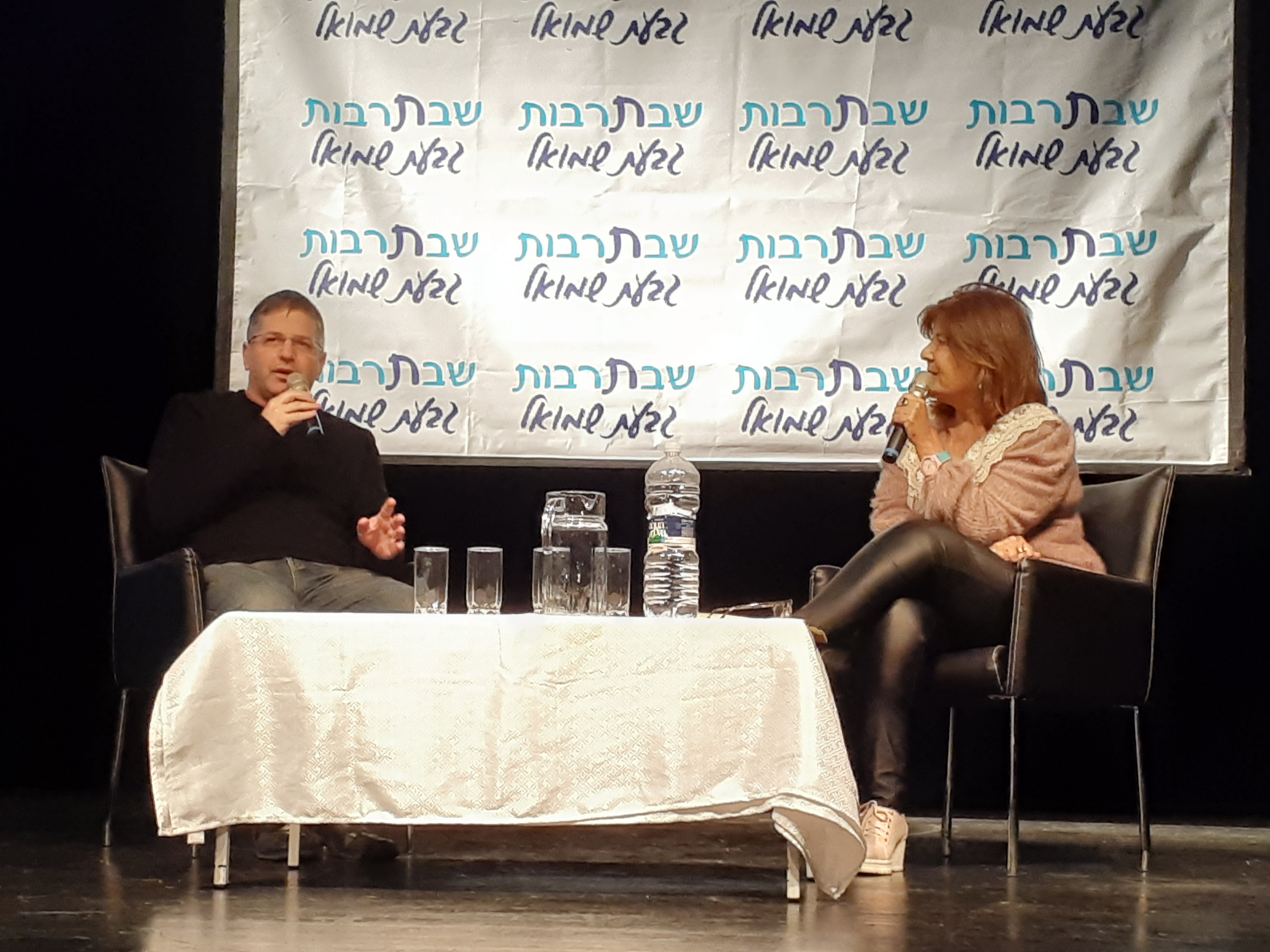
Йоав Киш на мероприятии «Что в культуре» в Гиват-Шмуэль с Риной Мислех

Первый законопроект, внесенный Кишем как депутатом Кнессета, поддерживает увеличение занятости людей с ограниченными возможностями на государственной службе до уровня около 5 процентов от всех служащих.
Кроме того, Киш работал в Кнессете над отменой законов и постановлений, среди прочего, об отмене Закона о книгах, который прошел второе и третье чтение в мае 2016 года и вступил в силу в конце августа 2016 года. Во время своего пребывания в Кнессете Киш также инициировал законопроект об отмене дошкольной опеки, тем самым предотвратив ситуацию, при которой ребенок автоматически переходит под опеку матери после развода.
Киш инициировал законопроект о «установлении», который направлен на создание механизма, определяющего организацию, которая получает мандат иностранного субъекта, как «насаждение» этого лица. Законопроект предлагал возложить на «плантаторов» обязанность отчитываться и запрещает сотрудничество между ними и правительственными министерствами и ЦАХАЛом — за исключением случаев, определяемых министром юстиции, и дает уполномоченным сторонам инструменты для борьбы с этими сторонами. Законопроект вызвал бурную дискуссию, вызвал раскол между Кишем и «новыми ликудниками», которые ранее его поддержали.
В марте 2016 года в Своде законов была опубликована поправка к Закону о защите прав потребителей, которую Киш подписал вместе с другими депутатами Кнессета. Закон предусматривает, что уведомление о завершении сделки должно быть отправлено текстовым сообщением за фиксированный период до 21 дня до окончания сделки.
В марте 2017 года была принята поправка 35 к Закону о финансировании выборов, инициированная Кишем совместно с другими членами Кнессета. Поправка, известная как "Закон v15 ", гласит, что даже организации и люди, которые работают во время выборов, чтобы убедить не голосовать за определенный список, должны зарегистрироваться у Государственного контролера, и пожертвования, которые они могут получить за такую деятельность, ограничены.
По состоянию на январь 2018 года Киш возглавлял совместный комитет по экономике и комитеты Кнессета, которые занимаются регулированием рынка СМИ и лицензированием выделенных каналов.
В декабре 2018 года был выбран одним из людей года по версии сайта «Меида».
Киш был одним из немногих депутатов от «Ликуда», поддержавших кандидатуру Гидеона Саара на пост руководства партии, и стал председателем штаба Саара на праймериз «Ликуда».
После создания 35-го правительства Израиля он был назначен заместителем министра здравоохранения.
В июле 2022 года он вызвал ажиотаж, когда написал в Твиттере, что, если юрисконсульт правительства одобрит назначение Начальника Генерального штаба Армии обороны Израиля переходным правительством, он[кто?] будет заменен сразу, как только «Ликуд» вернётся к власти.
В мае 2016 года назначен председателем комитета Кнессета. Председатель подкомитета по кадрам и людским ресурсам в АОИ и силах безопасности в Комитете по иностранным делам и безопасности.
В декабре 2017 года был назначен председателем Комиссии кнессета по внутренним делам и защите окружающей среды, заменив депутата Кнессета Доди Амсалема, который был назначен председателем коалиции.
Киш был председателем лобби стартапов и председателем лобби Эрец Исраэль в Кнессете.
Киш также является председателем группы дружбы Израиль — Великобритания и председателем группы дружбы Израиль — Грузия.

## Личная жизнь
Киш — отец четверых детей от первого брака. Его сын Матан умер в возрасте 13 лет. В сентябре 2022 года он снова женился на Тали Шер. Живёт в Рамат-Гане.